# جيورج مايسنر
جورج مايسنر (بالألمانية: Georg Meissner)‏ هو عالم وظائف الأعضاء ألماني، ولد في 19 نوفمبر 1829 في هانوفر في ألمانيا، وتوفي في 30 مارس 1905 في غوتينغن في ألمانيا.